# Pierrette Caillol
Pierrette Emmanuelle Caillol est une actrice française, née à Marseille le 17 juillet 1898 et morte à Nice le 8 juin 1991.
Elle est la sœur de l'actrice Paulette Ray (1902-1987).

## Biographie
Compagne du comédien Jean Max Marie Mehouas, elle a un enfant, Pierre Yves Marie Mehouas, né le 13/05/1927 à Uccle en Belgique.[réf. nécessaire]
Elle épouse en 1942 le romancier et cinéaste Yvan Noé, rencontré en 1930. Elle a joué dans la plupart des films de son mari.

## Théâtre
- 1922 : La Perle de Chicago de Maurice Dekobra, Théâtre des Arts

## Filmographie
- 1921 : Monsieur Ledibois propriétaire de Pierre Colombier : Simone Lafeuillette
- 1922 : Les Mystères de Paris de Charles Burguet (ciné-roman en 12 épisodes) : Rigolette
- 1923 : Soirée mondaine de Pierre Colombier
- 1926 : Va promener le chien de Gauthier Debère
- 1930 : Le Chanteur de Séville d'Yvan Noé et Ramon Novarro
- 1931 : Un homme en habit de René Guissart et Robert Bossis
- 1932 : Pas un mot à ma femme d'André Chotin (court métrage) : Totoche
- 1933 : Âme de clown de Marc Didier et Yvan Noé : Suzette
- 1933 : L'Indésirable d'Émile de Ruelle
- 1934 : Les Hommes de la côte d'André Pellenc
- 1935 : Mademoiselle Mozart d'Yvan Noé : Loulou
- 1936 : Mes tantes et moi d'Yvan Noé : Monette
- 1938 : Thérèse Martin de Maurice de Canonge :
- 1939 : Le Château des quatre obèses d'Yvan Noé : Ginette
- 1939 : L'Étrange Nuit de Noël d'Yvan Noé : Violette
- 1940 : Ceux du ciel d'Yvan Noé : la romancière
- 1941 : Les Hommes sans peur d'Yvan Noé
- 1941 : Six petites filles en blanc d'Yvan Noé : Charlotte Charan
- 1942 : L'assassin a peur la nuit de Jean Delannoy : Emilienne
- 1943 : La Cavalcade des heures d'Yvan Noé : Hora, déesse des heures
- 1947 : Une mort sans importance d'Yvan Noé
- 1948 : Bagarres d'Henri Calef : Mme Leroux
- 1949 : Vire-vent de Jean Faurez : une commère
- 1950 : Dominique d'Yvan Noé
- 1950 : Les vacances finissent demain d'Yvan Noé
- 1953 : La Route Napoléon de Jean Delannoy : la femme du docteur
- 1954 : Zig et Puce sauvent Nénette de Georges Rollin (moyen métrage)
- 1956 : Pas de grisbi pour Ricardo d'Henri Lepage
- 1960 : En votre âme et conscience de Roger Saltel